# John Huston
John Marcellus Huston (født 5. august 1906, død 28. august 1987) var en amerikansk filminstruktør og skuespiller.
John Huston blev født i Nevada, Missouri som søn af den canadisk-fødte skuespiller Walter Huston. Han begyndte sin filmkarriere som manuskriptforfatter og lavede primært film baseret på bøger og skuespil. Han medvirkede desuden som skuespiller i en række film og modtog en Oscar for bedste mandlige birolle i Otto Premingers Kardinalen (1964). Hans bedst kendte rolle er nok i Roman Polanskis Chinatown, hvor han spillede over for Jack Nicholson.
I 1941 blev Huston nomineret til en Oscar for manuskriptet til Ridderfalken (The Maltese Falcon) og igen i 1948 for Tre mand søger guld (The Treasure of the Sierra Madre); i sidstnævnte tilfælde vandt han prisen sammen med instruktør-prisen. 
Huston instruerede også De frigjorte (The Misfits) med en stjernebesætning, der inkluderede Clark Gable, Marilyn Monroe, Montgomery Clift og Eli Wallach. Huston var berømt for sine tilbagevendende besøg i Nevadas casinoer efter dagens filmoptagelser, omgivet af journalister og smukke kvinder, hvor han spillede, drak og røg cigarer. Clark Gable er blevet citeret for at sige, at hvis Huston blev ved på den måde, ville han snart dø af det. Ironisk og tragisk nok døde Gable tre uger senere af et hjerteslag efter en filmoptagelse, mens Huston først døde 26 år senere.
Huston var gift fem gange: (1) Dorothy Harvey, (2) Lesley Black, (3) Evelyn Keyes, (4) Enrica Soma og (5) Celeste Shane. Alle hans ægteskaber, undtagen det fjerde (med Soma der døde) endte med skilsmisse. Blandt hans børn er filminstruktøren Danny Huston og skuespillerinden Anjelica Huston. Han var venner med berømtheder som Orson Welles og Ernest Hemingway.
Både John Hustons far Walter og hans datter Anjelica vandt ligesom han selv en Oscar – begge for roller i film med John Huston som instruktør (henholdsvis Tre mand søger guld (The Treasure of the Sierra Madre) og Familiens ære (Prizzi's Honor)). Dermed blev Huston-familien den første familie med tre generationer af Oscarvindere.
Huston var også en talentfuld maler og skabte bl.a. etiketten til Château Mouton Rothschilds vin i 1982.
Han blev irsk statsborger (selvom det er uklart om han opgav sit amerikanske statsborgerskab).
I 1970'erne var han en hyppigt benyttet skuespiller i italienske film. 
Han døde af lungeemfysem (luftansamling i væv) den 28. august 1987 i en alder af 81. Han er begravet på Hollywood Forever Cemetery i Hollywood, Californien.

## Filmografi som instruktør
- Ridderfalken (The Maltese Falcon, 1941)
- Angreb på Panama (Across the Pacific, 1942)
- I dette vort liv (In This Our Life, 1942)
- Tre mand søger guld (The Treasure of the Sierra Madre, 1948)
- Uvejrsøen Key Largo (Key Largo, 1948)
- De seks fra modstandsbevægelsen (We Were Strangers, 1949)
- Asfaltjunglen (The Asphalt Jungle, 1950)
- Afrikas dronning (The African Queen, 1951)
- The Red Badge of Courage (1951)
- Moulin Rouge (Moulin Rouge, 1953)
- Fuld af løgn (Beat the Devil, 1954)
- Moby Dick (1956)
- Nonnen og marineren (Heaven Knows, Mr. Allison, 1957)
- Himlens rødder (The Roots of Heaven, 1958)
- The Babarian and the Geisha (1958)
- De uovervindelige (The Unforgiven, 1960)
- De frigjorte (The Misfits, 1961)
- Hemmelige lidenskaber (Freud, 1963)
- Den sidste på listen (The List of Adrian Messenger, 1963)
- Fanget i natten (The Night of the Inguana, 1964)
- Bibelen (La Bibbia (The Bible), 1966)
- Glimt i et gyldent øje (Reflections in a Golden Eye, 1967)
- Casino Royale (1967)
- Slynglen Davey (Sinful Davey, 1969)
- A Walk With Love and Death (1969)
- Brevet til Kreml (The Kremlin Letter, 1970)
- Fat City (1972)
- Judge Boy Bean (The Life and Times of Judge Boy Bean, 1972)
- Med ryggen mod muren (The Mackintosh Man, 1973)
- Manden der ville være konge (The Man Who Would Be King, 1975)
- Ondt blod (Wise Blood, 1979)
- Morderens mareridt (Phobia, 1980)
- Victory (1981)
- Annie (1982)
- Under vulkanen (Under the Volcano, 1983)
- Familiens ære (Prizzi’s Honor, 1985)
- The Dead (1987)